# 781 Kartvelia
781 Kartvelia este o planetă minoră (asteroid), cu un diametru de 72,927 km, din centura de asteroizi. A fost descoperită pe 25 ianuarie 1914 la Simeiizka observatoria⁠(d) de Grigori N. Neuimin. 
Obiectul prezintă o orbită caracterizată de o semiaxă mare de 3,2137219352223 UAi, o excentricitate de 0,11977495280653, o înclinație de 19,165 ° în raport cu ecliptica.